# Estação Ferroviária de Arraiolos
A Estação Ferroviária de Arraiolos foi uma gare do Ramal de Mora, que servia a localidade de Arraiolos, em Portugal.

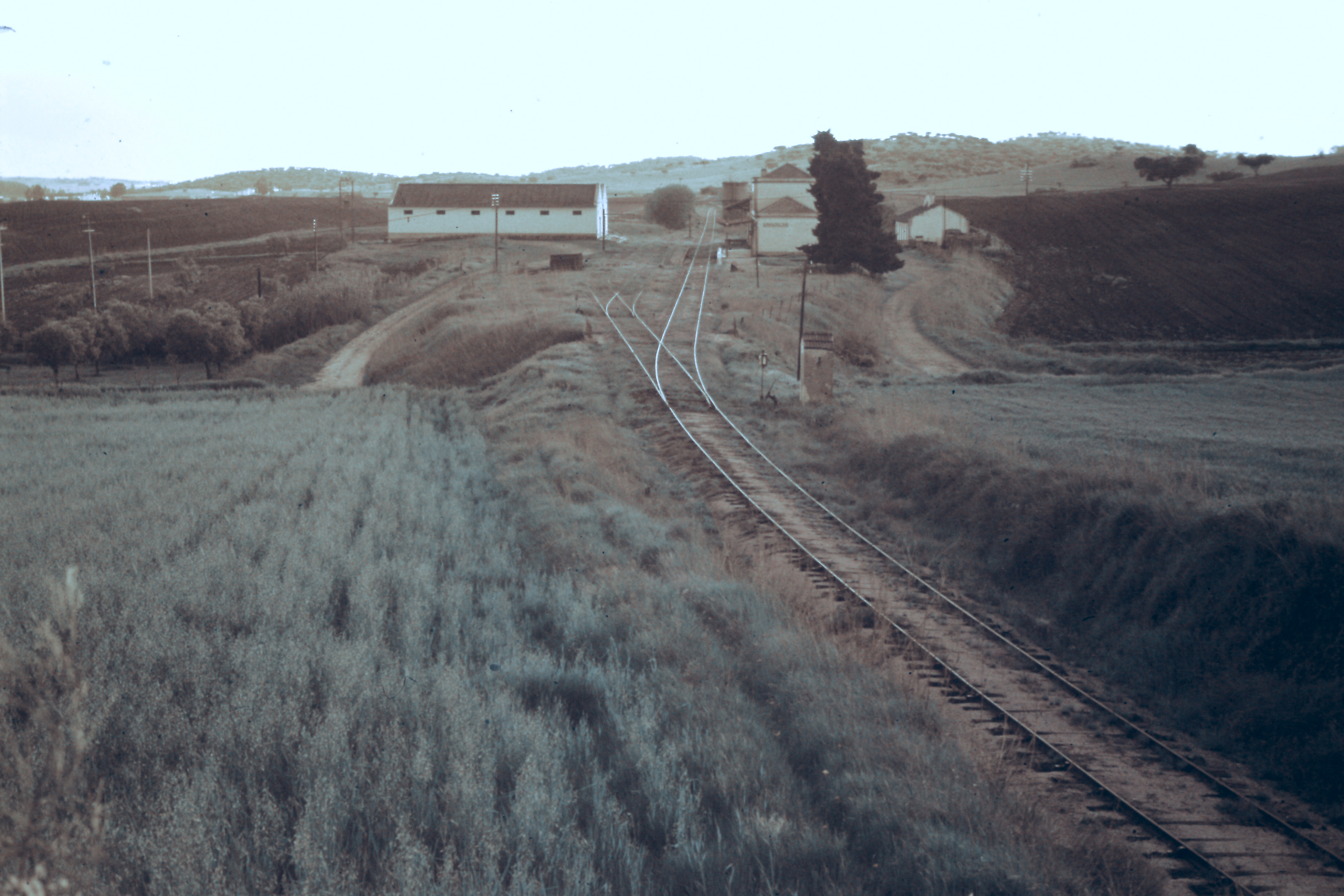
Vista geral da estação de Arraiolos, na Década de 1980.

## História

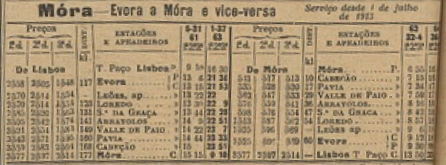
Horários do Ramal de Mora em 1913, onde esta gare aparece com o nome original, Arrayolos.

Em 1898, uma comissão técnica determinou que no Plano da Rede ao Sul do Tejo fosse incluída uma linha de Évora a Ponte de Sor, passando por Arraiolos. Em Novembro de 1903, já tinha sido aprovado o ante-projecto para o primeiro lanço da segunda secção, de Arraiolos às proximidades de Pavia, e em Setembro de 1904, já tinha sido ordenada a construção do segundo lanço da primeira secção, que correspondia ao troço entre a Senhora da Graça e Arraiolos.
O troço entre Évora e Arraiolos já estava concluído em 1 de Abril de 1907, tendo sido inaugurado no dia 21 desse mês. O troço seguinte, até Pavia, abriu à exploração no dia 25 de Maio de 1908.
Em 1913, existia um serviço de diligências entre a estação e a vila de Arraiolos. Em 1937, o Ministério das Obras Públicas e Comunicações ordenou a expropriação de um terreno junto a esta estação, para ser construído um celeiro da Federação Nacional dos Produtores de Trigo.
Em Março de 2021, a Câmara Municipal de Arraiolos anunciou que estava a ser planeada a transformação da antiga estação numa unidade turística, que iria ter quinze quartos. Esta intervenção iria ser feita pelo grupo que era proprietário do Convento do Espinheiro, em Évora, em cooperação com a divisão de património da operadora Infraestruturas de Portugal, que iria ceder o imóvel. A autarquia classificou o plano para a alteração da antiga gare ferroviária como «arrojado e moderno», que iria manter «a traça identitária da Estação e enquadra a Unidade de Alojamento na paisagem existente», além que seria uma «mais valia para o Concelho e Arraiolos e para o Alentejo».